# アグリっ娘
『アグリっ娘』（アグリっこ）は、小日向による日本のゲイ漫画作品。

## 概要
『Badi』に不定期で掲載されている1話完結の短編漫画である。「ブス」をテーマに、ゲイの世界における外見のヒエラルキーや差別を、性格はよいブスのゲイ「アヅサ」と、性格も悪いブスのゲイ「テルミ」の友情と恋愛を通してユーモア豊かに描いている。登場人物はすべてゲイである。作中では、ゲイバーやクルージングスペースといったゲイにまつわる場所もしばしば登場する。
ゲイの間では好評を博した作品として知られる。従前、ゲイを題材とした漫画が、多くの読者を獲得することはなかった。ゲイ漫画である『くそみそテクニック』が人気を得た時期もあったが、それは作中における描写がおもしろおかしく取り上げられたにすぎず、漫画として正当に評価されたとはいいがたい。しかし少なくともゲイの間においては、『アグリっ娘』によって、話題となるほどのゲイ漫画が史上初めて登場したといえる。ゲイの恋愛面において「性欲」は無視できない原動力であり、個々人が、他者に対して自身の好みであるか否かを識別する際にもっとも重要視する指標は、やはり「顔」である。その点において、本作はゲイの恋愛事情の背景に横たわる根本的な原理の核心を突いた作品であるといえる。
作者の小日向は、容姿に恵まれない者がそれを認識し受容するまでには様々な葛藤を経験したはずであるとし、そこに至るまでの過程を描くことこそが重要なのではないかと語った。また「現代では社会的な差別や制約よりも、“モテないこと”や“ブスであること”に悩んでいるゲイのほうが、ずっと多いと思う」と述べている。同時に、「ブスの現実を明らかにしたい」という思いもあったという。
また、少女漫画において容姿に恵まれない主人公が眉目秀麗な異性から求愛されるという描写については、「少女マンガにありがちな、ブスをきちんとブスに描かなかったり、都合良く救われるような展開には絶対にしたくない。それはどう考えたって嘘だし、逆に残酷な気がする」と述べた。自身の作品については、「真に愛情を持ってブスを描くなら、落とすところはちゃんと落とすべき」と、その信条を述べている。

## シリーズ化までの経緯
『Badi』2006年11月号に、本作品の第1話に位置づけられる「パレードへ」が掲載され、その後2007年4月号に続編となる「ベラミ」が掲載された。この話でテルミが初登場し、以後「アヅサとテルミシリーズ」として「自然の摂理」「残酷な優しさ」「ニュー・ウェポン」の3作品が掲載され、2008年8月にこれまでのシリーズ5本をまとめた単行本『アグリっ娘』が刊行された。これを期に、『Badi』本誌で掲載される際に『アグリっ娘』の名称が使用されるようになった。

## 登場人物
アヅサ
本作品の主人公。オネエ系の不細工なゲイ。一人称は「アタシ」。バレー部出身。金髪でつぶらな瞳をしており、頬はこけてエラが張り、鼻の横に大きなほくろがある。何度もイケメンとブスの格差にうちのめされそうになるが、「アグリィ&ラクジュアリィ」を掲げて前向きに生きている。非常に息が臭く、テルミなどに制裁を加える際は「輝く息」と称して臭い息を吐く。「輝く息」は被害が広範囲におよぶ。また、第5話「ニュー・ウェポン」ではアヅサを裏切ったテルミに対して、鼻を直接舌でなめることでピンポイントで呼吸器を破壊する「ローズィ・ノーズ」という技を披露した。思いやりのある優しい性格で、自分の想いを後回しにして相手の気持ちを優先し、いつも損をしている。コージに淡い思いを抱いているが、同じくコージが好きなテルミや、ミッチに惚れているコージの気持ちに配慮して身を引いている。テルミやコージを何度も助けたり励ましているが、よく彼らに裏切られる。親の希望で美容関係の免許を取得しており、「AzUSA」という美容サロンを経営している。顧客には芸能関係者も多く、世界大会で準優勝するほどの腕前である。クルージングスペースに入り浸っているが誰からも相手にされず、室内のゴミ拾いをするために、ほかの利用者からは掃除ババァと呼ばれ、クルージングスペースのスタッフからは迷惑がられている。
初登場時、大きなほくろは鼻の左側にあったが、第3話「自然の摂理」からは、ほくろの位置が鼻の右側になっている。
テルミ
アヅサの親友である不細工なゲイ。一人称は「テルミ」で、喋り方が子供っぽい。強豪バレー部出身。初登場時は鼻毛が長く、肌は荒れ、尖った顎に無精髭を生やし、アシンメトリーのヘアスタイルだった。アヅサとはゲイパレードを通じて知り合った。性格が悪く、イケメングループに取り入って自分を大きく見せようとしたり、自分の感情を優先して何度もアヅサを裏切る心の弱い人物である。しかし、アヅサの数少ない理解者でもある。コージに恋心を抱いているが、その想いはかなり一方的でストーカーに近く、コージからは煙たがられている。彼氏ができたこともあるが、周りに自慢したかっただけで、アズサ達に相手がブスだと発覚した途端に別れた。大学は卒業しており、現在無職歴1年目の就職難民である。就職難民にも拘わらず援助交際でイケメンの恋人を作ろうとしたが、ミッチに持って行かれた。
コージ
アヅサの友人。オールバック気味のショートヘアに顎鬚を生やした厳つい風貌のイケメンである。バレー部出身。アヅサとはゲイバーで知り合い、話が合うということで親しくなった。アヅサの内面のよさやアヅサの気持ちを知りつつも、ブスだからという理由でつき合えない。ある飲み屋でミッチを見かけて以来ミッチに恋慕しており、奔放なミッチに振り回され続けている。時々アヅサやテルミに振り向くこともあるが、それはミッチの気を引くためであり、結局はすぐミッチに戻っていく。会社員で主任の役職を務めており、昇格したことからミッチが恋人になってくれることになったが、テルミの援助交際相手で元セックスフレンドの男に仲を引き裂かれる。
ミッチ
黒髪の童顔なイケメン。周囲の人間から非常に可愛がられており、イケメングループの中心的な存在である。イケメンとブスの格差を語るアヅサに対して「人間の価値と見た目は関係ない」「誰でも個性のあるいい顔を持っているからブスは存在しない」と反論するが、実際はアヅサ達に対して無自覚にイケメンとブスの格差をつきつけてしまいがちである。コージに好かれているが、コージとは遊び感覚でつき合う気はまったくない。相手がイケメンならとりあえずセックスし、援助交際もしているなどかなりの遊び人である。大学生であり、一流大学の院生試験に合格した。
ミツユキ
メガネをかけ、優しい顔をしたイケメン。周囲の人気は高い。アヅサが新しく通い始めた飲み屋主催のバーベキューパーティーでアヅサと知り合うが、本人はそれ以前から二丁目でアヅサを見かけて知っていた。過去につき合っていた人がアヅサに似ていたらしく、アヅサに好意を寄せるが、そのことが原因でバーベキューパーティではアヅサとほかの参加者との間に軋轢が生じた。結局はミッチに持って行かれた。ミツユキから見てもテルミは過度のブスらしい。
ミチタカ
テルミの友人。不細工で、非常に屈折した性格をしている。自分以外の男を不細工であると評価し、他人を貶すことで自分のプライドを保持しようとする。
キヨジ
アヅサ達の友人。ルックスはアヅサ達ほどでないものの不細工である。脱サラしてゲイバー「イケメンパラダイス」を開店するが、その屋号とは裏腹にブスの巣窟となっている。
ヨシ
短髪の好青年。しかし実際は、ボランティア感覚でアヅサやテルミと交流していた。

## 各話タイトル
1. パレードへ （『Badi』2006年11月号）
2. ベラミ （『Badi』2007年4月号）
3. 自然の摂理 （『Badi』2007年11月号）
4. 残酷な優しさ （『Badi』2008年6月号）
5. ニュー・ウェポン （『Badi』2008年8月号）
6. スレイン・スレイン （『Badi』2008年12月号）
7. 見果てぬ夢 （『Badi』2009年1月号）
8. ホワイト・クリスマス〜ある外伝 （『Badi』2009年2月号）
9. 中間領域の苦悩 （『Badi』2009年3月号）
10. ブスの正論 （『Badi』2009年4月号）
11. 春よ来い （『Badi』2009年5月号）
12. 友情ダイナリィ （『Badi』2009年6月号）
13. イイ女同盟 （『Badi』2009年7月号）
14. 愛はジェットコースタァ （『Badi』2009年9月号）
15. 渚のミチタカ （『Badi』2009年10月号）

## 単行本
- アグリっ娘（2008年8月発行）ISBN 978-4-7645-0201-7

「パレードへ」から「ニュー・ウェポン」までの「アヅサとテルミシリーズ」5本に、『Badi』に掲載された読み切りの中から「ブス短編集」と称して5本を加えた全10編が収録されている。小日向にとって初の単行本である。
1. パレードへ
2. ベラミ
3. 自然の摂理
4. 残酷な優しさ
5. ニュー・ウェポン
6. MY PRECIOUS（『Badi』2005年3月号）
7. イケメン（『Badi』2006年2月号）
8. コーチ（『Badi』2006年5月号）
9. 猫ババァ（『Badi』2007年1月号）
10. ホーリーナイト（『Badi』2007年2月号）